# Поршневий компресор

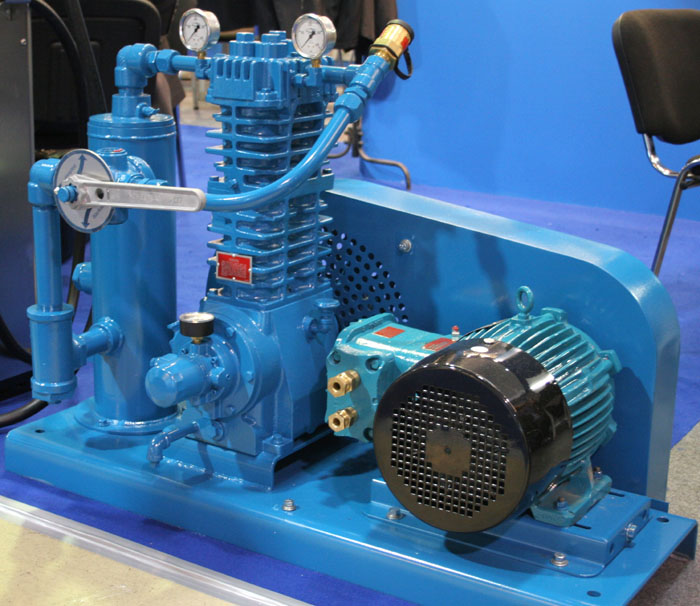
Компресорний агрегат Corcen для перекачування парової фази зрідженого нафтового газу

Поршневий компресор — тип компресора, принцип роботи якого базується на використанні механічного пристрою поршневого типу для збільшення тиску газу шляхом компресії (зменшення об'єму). 

## Загальний опис
Компресори даного типу широко застосовуються в машинобудуванні, енергетичному обладнанні, автомобілебудуванні, хімічній промисловості, холодильній та кріогенній техніці.
Компресор може використовуватись для створення тиску (газів) або для транспортування газу трубопроводом.
Поршневі компресори зворотно-поступальної дії
вважають найбільш давнім поширеним типом. Компресію
створюють за рахунок зменшення об’єму газу під час руху
поршня в циліндрі. Всмоктувальні та нагнітальні клапани
працюють під дією перепаду тиску, що виникає між
циліндром компресора і тиском у трубопроводі при руху
поршня. У поршневих компресорах є повітряне та/або
рідинне охолодження. Число обертів колінчастого валу в
таких компресорах зазвичай у межах 125…1000 об/хв.
Швидкість руху поршня знаходиться в межах 2,54…5 м/с.
Номінальна швидкість газу – 22…40 м/с. Компресори
цього типу широко застосовують у машинобудуванні,
текстильному виробництві, хімічній, нафтогазовій,
будівельній, холодильній промисловостях, а також
кріогенній техніці. Поршневі компресори різноманітні за
конструктивним виконанням, структурними схемами та
компонуванням.

## Будова та принцип роботи

### Будова
Поршневі компресори складаються з наступних елементів:
- робочий циліндр;
- поршень;
- нагнітальний і всмоктувальний клапани, розміщені зазвичай в кришці циліндра;
- корбово-гонковий механізм з колінчастим валом.

### Робочі цикли компресора
Принцип дії поршневих компресорів наступний:
Етап 1.
При русі поршня вниз об'єм простору над поршнем у циліндрі циліндра збільшується і тиск в ньому зменшується.
Етап 2.
Коли тиск у циліндрі стане нижчим, ніж тиск у камері всмоктування голівки, відкриється всмоктуючий клапан і газ по всмоктуючому трубопроводу поступає в циліндр. Почнеться процес всмоктування. Він буде тривати доти, поки поршень, досягнувши крайнього нижнього положення (нижня мертва точка) в циліндрі, не почне рухатися вгору. Об'єм простору над поршнем у циліндрі буде зменшуватися, а тиск, відповідно, рости.
Етап 3.
Як тільки тиск в циліндрі перевищить тиск у камері всмоктування головки, всмоктуючий клапан закриється і процес всмоктування закінчиться. Розпочнеться стиснення газу. Процес стиснення буде відбуватися доти, допоки тиск газу в циліндрі не перевищить тиску в камері нагнітання головки.
Етап 4.
У результаті попереднього етапу відкриється нагнітальний клапан. Почнеться процес нагнітання, тобто виштовхування стисненого газу з циліндра компресора в нагнітальний патрубок.

## Класифікація поршневих компресорів за конструктивними ознаками
Поршневі компресори розрізняють за будовою механізму приведення в рух поршнів, конструкцією і розташуванням циліндрів, числом ступенів стиснення.

### За способом передачі руху поршню
Поршневі компресори на основі:
- корбово-гонкового (кривошипно-шатунного) механізму;
- кулісного механізму.

### За кількістю робочих циліндрів
- одноциліндрові;
- багатоциліндрові.

### За схемою розміщенням циліндрів
- вертикальні;
- горизонтальні;
- V-подібні;
- W-подібні;
- L-подібні.

Для малих компресорів найпоширеніша V-подібна схема. У великих компресорах подвійної дії найпоширеніше L-подібне розташування поршнів.
Крім того, поршневі компресори поділяються на компресори одинарної або подвійної дії. У одинарних поршневих компресорах поршень працює тільки однією стороною, а в компресорах подвійної дії — двома сторонами. Залежно від числа етапів стиснення поділяються на компресори з одноступеневим і багатоступеневим стиском.

## Класифікація поршневих компресорів за технічними показниками

### За продуктивністю
Під продуктивністю розуміють кількість газу, що подається поршневим компресором споживачеві за одиницю часу. У тому випадку, якщо продуктивність виражається в одиницях об'єму за годину, то обсяг визначається при параметрах газу перед всмоктувальним патрубком поршневого компресора. Виражена таким чином продуктивність називається приведеною, а кількість газу, що подається за один хід поршня, називають подачею.
За приведеною продуктивностю поршневі компресори поділяються на такі групи:
1. Мінікомпресори поршневі, продуктивність яких змінюється в межах від 0 до 3 * 10 ˉ ² м³/с. Подібні машини використовуються для спеціальних цілей в приладобудуванні, медицині і т. д.
2. Мінікомпресори поршневі, продуктивність яких змінюється від 3 * 10ˉ² до 0,01 м³/с. Цю групу становлять деякі види транспортних компресорів, які подають стиснене повітря в гальмівні системи, лабораторні компресори і т. д.
3. Поршневі компресори малої продуктивності з діапазоном продуктивності від 0,01 до 0,1 м³/с. Вони використовуються найчастіше як машини загальнопромислового призначення з тиском нагнітання до 1,5 МПа, у пересувних компресорних установках і т. д.
4. Поршневий компресор середньої продуктивності з діапазоном продуктивності від 0,1 до 1 м³/с. Основну частину цієї групи становлять компресори загального призначення, що використовуються на компресорних станціях заводів, шахт, рудників.
5. Поршневий компресор великої продуктивності. Він має продуктивність понад 1 м³/с і використовується в основному на хімічних комбінатах.

### За видом стискуваного газу
За видом стискуваного газу поршневі компресори поділяються на: повітряний, азотно-водневий, етиленових, азотний, кисневий, гелієвий, водневий, хлорний і т. д.
Класифікація за видом стисливого газу в якійсь мірі вказує на особливості конструкції поршневого компресора. Наприклад, гелієві і водневі поршневі компресори стискають дуже текучі гази і вимагають спеціальних ущільнень поршня і штоків.

### За тиском, що створюється компресором
Компресори поділяють за тиском, що створюється (тиском нагнітання) на компресори:
- низького тиску — від 0,3 до 1 МПа;
- середнього тиску — до 10 МПа;
- високого тиску — вище за 10 МПа.

### За ступенем герметизації

а, б-відкриті, в-напівгерметичні, г- герметичні

## Діафрагмові (мембранні) компресори

Діафрагмовий компресор

Діафрагмові компресори є варіантом поршневого компресора. У цьому випадку стискання газу відбувається за рахунок руху мембрани, а не поршня. В таких компресорах малі затрати на тертя. Їх зазвичай застосовують для стиску природного газу, або водню.